# Karel Večeře
Karel Večeře (* 23. února 1962, Litomyšl) byl předseda Českého úřadu zeměměřického a katastrálního.

## Život
V letech 1977 až 1981 studoval SPŠS ve Vysokém Mýtě, poté zahájil vysokoškolská studia na VUT v Brně, obor geodezie a kartografie; studium dokončil na FSv ČVUT v Praze, v roce 1986. Po absolvování povinné vojenské služby pracoval v Pardubicích, nejdříve v tehdejší Geodézii, s. p., od roku 1990 jako vedoucí provozu. V letech 1991–1992 byl vedoucím výpočetního střediska na KGKS, v roce 1993 zastával funkci zástupce ředitele KÚ. V období 1994–2001 působil ve funkci místopředsedy Českého úřadu zeměměřického a katastrálního a v letech 2002–2023 zastával funkci předsedy tohoto úřadu.